# Косолапово (Марі-Турецький район)
Косола́пово (рос. Косолапово, марій. Косолоп) — село у складі Марі-Турецького району Марій Ел, Росія. Адміністративний центр Косолаповського сільського поселення.

## Населення
Населення — 1560 осіб (2010; 1562 у 2002).
Національний склад (станом на 2002 рік):
- росіяни — 54 %
- марійці — 43 %